# یواس‌اس هاپکینز (اس‌پی-۳۲۹۴)
یواس‌اس هاپکینز (اس‌پی-۳۲۹۴) (به انگلیسی: USS Hopkins (SP-3294)) یک کشتی بود که طول آن ۶۲ فوت ۱۰ اینچ (۱۹٫۱۵ متر) بود. این کشتی در سال ۱۹۱۷ ساخته شد.